# La Belle et le Clochard 2
Série
La Belle et le Clochard
(1955)
Pour plus de détails, voir Fiche technique et Distribution.
La Belle et le Clochard 2 : L'Appel de la rue – ou La Belle et le Clochard 2 : L'Aventure de Scamp au Québec (Lady and the Tramp II: Scamp's Adventure) est le 70e long-métrage d'animation des studios Disney. Sorti directement en vidéo en 2001, c'est la suite de La Belle et le Clochard (1955).
Le film suit Scamp qui est le seul mâle de la portée de la Belle et du Clochard. Un jour, il décide de s'enfuir de chez lui. Il rencontre une bande de chiens et surtout, Ange, une charmante chienne qui recherche une famille. Celle-ci lui apprend les valeurs et la chance d'avoir une famille.

## Synopsis
Après les événements du premier film, Lady et Clochard vivent heureux avec la famille Dear et ont eu trois filles : Prudence, Constance et Clémence. Ils sont aussi les parents d’un fils, Scamp. Ce dernier est toutefois bien plus turbulent que ses sœurs et peine à s’adapter aux règles de la maison, rêvant de fuir les contraintes d’une vie domestique… ce qui n’est pas du goût de ses parents, en particulier de Clochard, qui peinent à le contrôler.
Juste deux jours avant le 4 juillet, Scamp, en jouant, met la maison en désordre et, puni par Jim Dear, se retrouve enchaîné dans le jardin. Il croise alors la route des Sans-Colliers, une bande de chiens des rues dirigée par le charismatique Caïd. Ces derniers ne connaissent pas de règles, ni de punitions et jouent à ridiculiser le garde de la fourrière, qui ne parvient jamais à les attraper. Envieux de leur liberté et furieux contre sa famille, Scamp finit par se détacher et s’enfuit de la maison. Sa fugue est toutefois rapidement remarquée et ses parents se mettent à sa recherche, accompagnés de Jim et de leurs vieux amis Jock et César.
Seul dans la rue, Scamp rencontre la jolie Ange, jeune membre des Sans-Colliers, qui le conduit à la décharge abritant sa bande. Immédiatement charmé par leur style de vie, le jeune chien demande à les rejoindre. Le Caïd lui impose alors une épreuve pour intégrer les Sans-Colliers et devenir un vrai chien des rues. L’épreuve consiste à s’introduire dans la cour de Reggie, molosse sauvage et brutal, et de profiter de son sommeil pour lui voler une boîte de conserve. Si Scamp semble réussir dans un premier temps, Reggie remarque rapidement le vol et le poursuit au travers des rues. Le garde de la fourrière s’en mêle à son tour et manque de capturer Ange. À la suite d'une manœuvre de Scamp, Ange est sauvée et Reggie se retrouve capturé et emmené à la fourrière.
Le soir venu, les Sans-Colliers félicitent Scamp et évoquent l’histoire de Clochard, véritable légende parmi les chiens errants et ancien ami du Caïd. Ce dernier ne lui a en effet jamais pardonné d’avoir choisi de vivre auprès de Lady et de préférer une vie domestique. Scamp dissimule alors sa parenté avec Clochard et, choqué par ces révélations, se sent perdu, ne comprenant pas que son père ait laissé tomber sa liberté de chien des rues. Il passe alors la soirée avec Ange, qui tente de le réconforter. Les deux chiots apprennent alors à se connaître et tombent peu à peu amoureux. 
Ange se confie à Scamp et lui apprend qu’elle a vécu dans plusieurs familles auparavant… et qu’elle a été abandonnée à chaque fois. Elle demande toutefois à Scamp de garder ce secret pour lui : si le Caïd apprenait que Ange rêve d’une famille et d’une maison, elle serait exclue de la bande. En se promenant, Scamp arrive dans son ancien quartier et voit sa famille attristée de sa fugue. Ange le gronde alors, ne comprenant pas qu’il ait choisi de quitter une maison accueillante et des parents aimants pour vivre dans la rue. Le couple rentre malgré tout à la décharge ensemble, Scamp insistant pour passer son ultime épreuve et vivre avec les Sans-Colliers.
Le lendemain, tandis que la cérémonie du 4 juillet est célébrée dans les rues, la famille de Scamp se rend dans le parc pour un pique-nique, sans réel enthousiasme. En les observant, le Caïd se rend compte que Scamp est le fils de son ancien ami Clochard et décide, pour se venger, d’envoyer Scamp voler leur dîner. À contrecœur, le chiot se lance et, s’il réussit à s’emparer du poulet, se retrouve également confronté à son père. Clochard tente alors de convaincre son fils de revenir à la maison mais le Caïd s’interpose et demande à Scamp de choisir son camp. Toujours en colère contre son père, Scamp décide de rester avec les Sans-Colliers. 
Déçu et considérant que son fils doit apprendre de ses erreurs par lui-même, Clochard rentre chez lui, laissant Scamp dans la rue. D’abord fou de joie, le chiot se fait réprimander par Ange pour avoir tourné le dos à son père et à sa famille. Agacé, le chiot révèle par inadvertance le secret de sa compagne à toute la bande. Blessée et exclue par le Caïd, la petite chienne quitte la décharge, bientôt suivie par Scamp qui tente de s’excuser. Il est alors piégé par le Caïd, qui le soupçonne de vouloir retourner à sa vie domestique et l’envoie dans les filets du garde de la fourrière. Ange, qui a tout vu, court prévenir Clochard et Lady.
Scamp est enfermé et, par malchance, se retrouve dans la cellule de Reggie, qui tente de se venger. Il est sauvé in-extremis par Clochard et Ange, qui le libèrent et le ramènent à la maison. Scamp fait toutefois un crochet par la décharge des Sans-Colliers et humilie le Caïd, précipitant un monceau de déchets sur lui. Bloqué, le chef se retrouve abandonné de tous et voit les chiens de sa bande le quitter pour un nouveau foyer et de nouveaux propriétaires. 
Clochard, Scamp et Ange rentrent à la maison et sont chaleureusement accueillis par tout le monde. Ange est ensuite adoptée par les Dear et reste vivre près de Scamp, ayant trouvé une nouvelle famille.

## Fiche technique
- Titre original : Lady and the Tramp II: Scamp's Adventure
- Titre français : La Belle et le Clochard 2 : L'Appel de la rue
- Titre québécois : La Belle et le Clochard 2 : L'Aventure de Scamp
- Réalisation : Darrell Rooney et Jeannine Roussel
- Musique : Martin Erskine Danny Troob
- Production : Jeannine Roussel et David W. King
- Société de production : Walt Disney Pictures, Walt Disney Télévision Animation
- Société de distribution : Buena Vista Home Entertainment
- Langue : anglais
- Format : Couleurs - 1,66:1 - Dolby Digital
- Dates de sortie[1] :  États-Unis : 27 février 2001 ;  France : 1er mars 2001 (directement en vidéo)

## Distribution

### Voix originales
- Scott Wolf : Scamp (Dialogues)
- Roger Bart : Scamp (Chant)
- Alyssa Milano : Enjoy (Ange)
- Chazz Palminteri : Buster (Caïd)
- Jeff Bennett : Tramp (Clochard), Jock, Trusty (César), Dogcatcher (le gardien de la fourrière)
- Jodi Benson:  Lady
- Bill Fagerbakke : Mooch (Truffe)
- Mickey Rooney : Sparky (Flèche)
- Dee Bradley Baker : Scratchy (Paillasse)
- Bronson Pinchot : Francois (Honoré)
- Cathy Moriarty : Ruby (Rubis)
- Debi Derryberry : Annette (Prudence)
- Kath Soucie : Danielle (Constance), Colette (Clémence)
- Barbara Goodson : Darling
- Nick Jameson : Jim Dear (Jim Cheri)
- Tress MacNeille : Aunt Sarah (tante Sarah), Am
- Mary Kay Bergman : Si
- Andrew McDonough : Junior
- Jim Cummings :  Tony
- Michael Gough :  Joe

### Voix françaises
- Emmanuel Garijo : Scamp (Dialogues)
- Emmanuel Dahl : Scamp (Chant)
- Ludivine Sagnier : Ange (Dialogues)
- Veronica Antico : Ange (Chant)
- Jacques Frantz : Caïd (Dialogues)
- Jacques Mercier : Caïd (Chant)
- Guillaume Lebon : Clochard (Dialogues)
- Olivier Constantin : Clochard (Chant)
- Pierre Baton : Jock
- Pascal Renwick : César
- Emmanuel Curtil : le gardien de la fourrière
- Barbara Tissier : Lady (Dialogues)
- Bénédicte Lecroart : Lady (Chant)
- Renaud Marx : Truffe
- Gérard Rinaldi : Flèche
- Éric Metayer : Honoré / un chien à la fourrière
- Gérard Hernandez : Jo
- Elisabeth Wiener : Rubis
- Claire Bouanich : Prudence
- Kelly Marot : Constance
- Camille Donda : Clémence
- Sophie Deschaumes : Darling
- Michel Papineschi : Jim Chéri
- Paule Emanuele : tante Sarah
- Patricia Legrand : Une enfant au défilé
- Marie-Charlotte Leclaire

### Voix québécoises
- Hugolin Chevrette : Scamp (Dialogues)
- Patrick Olafson-Hénault : Scamp (Chant)
- Marie-Josée Gagnon : Angel
- Manuel Tadros : Buster
- Mario Fraser : Clochard
- Pierre Auger : Jock
- Yves Massicotte : César
- André Ducharme : le gardien de la fourrière
- Natalie Hamel-Roy : Lady (Dialogues)
- Nancy Fortin : Lady (Chant)
- François L'Écuyer : Mooch
- Pierre Verville : Sparky
- François Sasseville : François
- Élise Bertrand : Ruby
- Camille Cyr-Desmarais : Annette
- Violette Chauveau : Danielle
- Kim Jalabert : Colette
- Hélène Mondoux : Darling
- Mario Desmarais : Jim Chéri
- Béatrice Picard : tante Sarah
- Catherine Léveillé : Junior
- Michel Charette : Otis
- Chantal Baril : Mme Mahonay

## Chansons du film
- Venez ou Bienvenue au Québec (Welcome Home) - Lady, Clochard, les sœurs de Scamp, chœur
- Un monde sans barrières (World Without Fences) - Scamp
- Le Club des clébards ou La Danse de la casse au Québec (Junkyard Society Rag) - Caïd et sa bande
- Je n'avais jamais ressenti ça ou Je n'aurais jamais cru vivre ce moment au Québec (I Didn't Know That I Could Feel This Way) - Scamp et Ange
- La Famille (Always There) - Scamp, Ange, Lady et Clochard
- Venez ou Bienvenue  au Québec (reprise) - chœur
- Belle Notte (This Is the Night) - Solistes (Joy Enriquez et Carlos Ponce en VO)

## Sorties vidéo
- 27 février 2001 : VHS et DVD (Québec) avec recadrage 4/3
- 20 mars 2001 : VHS et DVD (France) avec doublage français et recadrage 4/3 incluant Pluto Junior, Le Petit Frère de Pluto et Pluto a des envies
- 2003 : DVD (France) avec format 4/3
- 20 juin 2006 : DVD (Québec)

## Titre en différentes langues
- Allemand : Susi und Strolch 2: Kleine Strolche – Großes Abenteuer! (« Susi et Vagabond 2: Petit Scamp - Grand Aventure! »)
- Anglais : Lady and the Tramp II: Scamp's Adventure
- Chinois : 小姐与流浪汉2：狗儿逃家记 (Xiǎojiě yǔ Liúmáng hàn 2: Gǒuér táo Jiājì)
- Coréen : 레이디와 트램프 2 (Ledi wa Tramp 2 : « Dame et Vagabond 2 »)
- Espagnol : Dama y et vagabundo II: Las aventuras de Scamp (« Dame et Vagabond 2 : Les Aventures de Scamp »)
- Espéranto : Ledi kaj la Senhejmulo 2: La Aventuro de Skamp
- Hébreu : יפהפיה והיחפן 2 (Eipeip ie Reihpan 2 : « La Belle et le Va-nu-pieds 2 »)
- Hongrois : Susi és Tekergő 2. – Csibész, a csavargó (« La Belle et le Clochard 2 - Garnement, le clochard »)
- Italien : Lilli e il Vagabondo II - Il cucciolo ribelle (« Lilli et le Vagabond 2 : Le chiot rebelle »)
- Néerlandais : Lady en de Vagebond II: Rakkers Avontuur (« Lady et le Vagabond 2 : Scamp sur l'aventure »)
- Norvégien : Lady og Landstrykeren II – Fant på eventyr (« Lady et le Vagabond 2 : Scamp sur l'aventure »)
- Polonais : Zakochany kundel II: Przygody Chapsa
- Portugais : A Dama e o Vagabundo II - As Aventuras de Banzé (« La Dame et le Vagabond 2 : Les Aventures de Scamp »)
- Russe : Леди и Бродяга 2 (Ledi i Brodiaga 2)
- Suédois : Lady och Lufsen II: Ludde på äventyr (« Lady et le Vagabond 2 : Scamp sur l'aventure »)
- Thaï : ทรามวัยกับไอ้ตูบ 2 (La Fille et le Chien 2)